# ALL NUDE
ALL NUDE（オールヌード）は、すぎむらしんいちによる漫画短編集、およびその表題作である短編連作の漫画作品。
単行本は1999年に講談社より刊行。2006年には2編の新作を加えた『スノウブラインド』が同社より刊行された。
短編連作「ALL NUDE」は、1999年に第3回文化庁メディア芸術祭マンガ部門において優秀賞を受賞
。

## 収録作品
- ALL NUDE（第1 - 6話、1994年、ヤングマガジン増刊エグザクタ、講談社、第7話のみ描き下ろし）
- SNOW BLIND（1994年、ミスターマガジン、講談社）- 2008年放送のテレビ東京系『週刊真木よう子』の第2話としてドラマ化
- CARNAVAL 1999（1993年、ミスターマガジン）
- 小林君（1998年、COMIC CUE、イーストプレス）
- 0LDK築25歳（1994年、ミスターマガジン）
- BUN BUN BUN（1986年、ヤングマガジン海賊版、講談社）
- タクシードライバー（1988年、ヤングマガジン海賊版）
- 少女カメラ（1996年、ヤングマガジン増刊エグザクタ）
- パパが地球人を辞めた日（2005年、エソラ、講談社）※『スノウブラインド』のみ収録
- でぶでば（2000年、ヤングマガジンKANSAI夏号、講談社）※『スノウブラインド』のみ収録

## 書籍情報
- すぎむらしんいち『ALL NUDE』講談社〈KCDX〉
  1. 1999年1月7日発行、ISBN 978-4063340174

- すぎむらしんいち『スノウブラインド』講談社〈モーニングKC〉
  1. 2006年9月20日発売、ISBN 978-4-06-372559-9